# Протести у Йорданії (2011—2012)

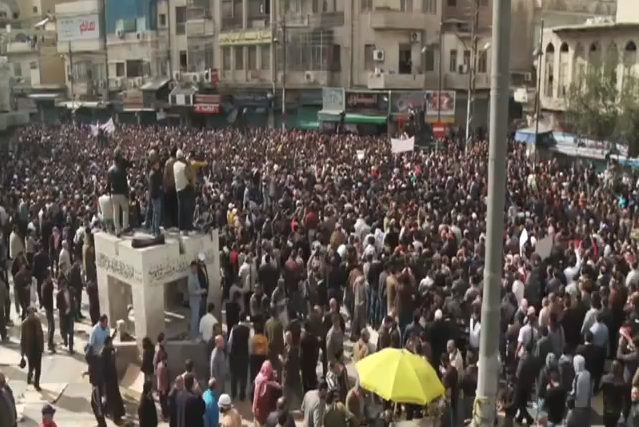
Протести в Аммані у листопаді 2012

Протести у Йорданії — події січня 2011 року, що почалися 22 січня з демонстрації з вимогою відставки уряду країни під впливом революції в Тунісі. 28 січня демонстрації охопили багато міст королівства (Амман, Ірбід, Акабу, Зарку, Мафрак, Маан, Карнак і Аджалюн). За даними Ассошіейтед прес, в демонстраціях взяло участь близько 5 тис. осіб.
Зима 2010—2011 років супроводилася народними бунтами відразу в декількох арабомовних країнах. У Йорданії приводом для них стали інфляція, безробіття і бідність, що посилилися в період міністерства Саміра аль-Ріфаї.
| Прапор Йорданії | Це незавершена стаття про Йорданію. Ви можете допомогти проєкту, виправивши або дописавши її. |